# 東洋化工爆発事故
東洋化工爆発事故（とうようかこうばくはつじこ）は、1959年（昭和34年）に横浜市金沢区で発生した爆発事故。TNT火薬など2トンが爆発、死者3名、380名あまりの重軽傷者を出した。

## 概要
1959年（昭和34年）11月20日午前10時30分頃、東洋化工横浜工場の第2溶填室でTNT火薬の脱色精製試験中、装置の操作上の過失により発火。40kgの精製済爆薬に引火し、さらに溶融釜内の約450kgのTNT火薬に引火して、一回目の小爆発を起こした。出火より約5分後の10時36分頃、燃焼しながら飛散した木片により、溶填室の外に積まれた約1.5トンの精製前TNTに引火し、大爆発を起こした。この爆発により半径約2Kmにわたり破片と爆風が襲い、民家など5,116戸に被害が生じた。南側火薬庫には約200トンの火薬類が貯蔵されており、その脇のボイラー室が延焼中であったが、横浜市消防局の隊員17名により消し止められ、類焼は免れた。消火に当たった消防課長は「火薬庫が延焼していたら金沢区全体が吹き飛んでいたところだ」と述べている。

### 犠牲者
精製試験を行っていた同工場係長が、出火時一度退避したものの第2溶填室に戻ろうとして、爆発に巻き込まれ死亡。女工2名も爆発により死亡した。工場内・外を含め重傷者24名、軽傷者362名の被害が出た（11月20日午後11時神奈川県警発表）。負傷者には、横浜市立六浦小学校96名、横浜市立大学53名、市立金沢高校23名、六浦中学校15名、金沢中学校13名、八景小学校4名などの児童・生徒、付近を走行中の京急本線の上り急行電車の乗客四十数名も含まれる。

### 東洋化工
泰道繊維系の企業で、本社は東京都中央区。今回の現場となった横浜市金沢区釜利谷町（現大川）の横浜工場は1952年5月に旧第一海軍技術廠火工部跡を借り受けて設立。同年9月より火薬類製造営業の許可を受け、小松製作所や住友金属工業等の下請会社として在日米軍向け特殊砲弾を製造していた。朝鮮特需終了後は米軍から払い下げを受けた廃砲弾を解撤、TNTとヘキソーゲンを溶填して土木や鉱山用の火薬を製造しており、横浜工場のほか三浦市に工場を有していた。
現在は三協立山株式会社 タテヤマアドバンス社という名称で会社は現存している。尚、北海道小樽市と富山県滑川市に存在する同名の企業とはいずれも無関係である。

## 関連する作品
- 斎藤栄『爆破都市』青樹社、1971年。 - フィクションの推理小説であるが、横浜市金沢区釜利谷の「東京火薬」の工場爆発を題材としている。